# Alan Carr
Alan Graham Carr (Weymouth, 14 juni 1976) is een Britse comedian en radio- en televisiepresentator.

## Levensloop
Carr werd geboren in Weymouth en groeide op in Northampton. Zijn vader, Graham Carr, was de voorzitter van de Northampton Town Football Club.
Carr behaalde zijn BA (Hons) aan de Middlesex University in Drama- en Theaterstudies.

## Televisie
Anno 2008 presenteert Carr twee televisieprogramma's: Alan Carr's Celebrity Ding Dong en The Sunday Night Project (voorheen The Friday Night Project). Dit laatste programma presenteert hij samen met Justin Lee Collins en een wekelijks wisselende gastpresentator.
Daarnaast verschijnt Carr regelmatig als gast in spelprogramma's, zoals FAQ U, 8 Out of 10 Cats en Never Mind the Buzzcocks. Ook was hij panellid in The Big Fat Anniversary Quiz op Channel 4, waarmee het 25-jarig jubileum van de zender gevierd werd. Carr was samen met Justin Lee Collins te gast in Top Gear.
Hij zou in 2008 een contract van 3 miljoen pond hebben gesloten met Channel 4 voor een eigen praatprogramma. Deze talkshow, Chatty Man, startte in 2009 in Groot-Brittannië en is in Nederland, België en Zweden sinds 2012 te zien op digitale (gay-)lifestyle televisiezender OUTTV.

## Radio
Carr maakte zijn presentatiedebuut op de radio op eerste kerstdag 2007 op BBC Radio 2, met het programma Alan Carr's Christmas Box. Op 16 februari en 14 juni 2008 verving hij de presentatoren van The Adam and Joe Show en op 4 oktober 2008 was hij co-presentator van The Russell Brand Show.

## Boek
In 2008 verscheen Carrs autobiografie, Look Who It Is!.

## Geselecteerde filmografie

### Televisie
- Today With Des and Mel - 2004
- Law of the Playground - 2005
- Richard & Judy - 2005
- Countdown - 2006
- Big Fat Anniversary Quiz - 2007
- 8 Out of 10 Cats - 2007
- Never Mind The Buzzcocks - 2007, 2008
- The Graham Norton Show - 2007, 2008
- Live at the Apollo - 2007
- The Paul O'Grady Show - 2007, 2008
- Friday Night with Jonathan Ross - 2008
- GMTV - 2007, 2008
- Later With Jools Holland - 2008
- Chatty Man - 2009 tot heden

### Dvd
- Tooth Fairy (2007)
- The Friday Night Project Unleashed (2007)
- Alan Carr: Now That's What I Call A Ding Dong (2008)
- Alan Carr: Spexy Beast (2011)

## Prijzen
- 2001 The BBC Best New Stand Up
- 2006 Best In Show — Sheffield Comedy Festival
- 2006 Gouden Roos voor Best Entertainment Show (The Friday Night Project)
- 2006 LAFTA's Funniest Double Act (gedeeld met Justin Lee Collins)
- 2006 LAFTA's Funniest Entertainment Show (The Friday Night Project 2005)
- 2007 British Comedy Award voor Best Live Stand Up
- 2007 Cosmopolitan Celebrity Men Of The Year (met Justin Lee Collins)
- 2007 LAFTA's Funniest Double Act (met Justin Lee Collins)